# Hani Motoko

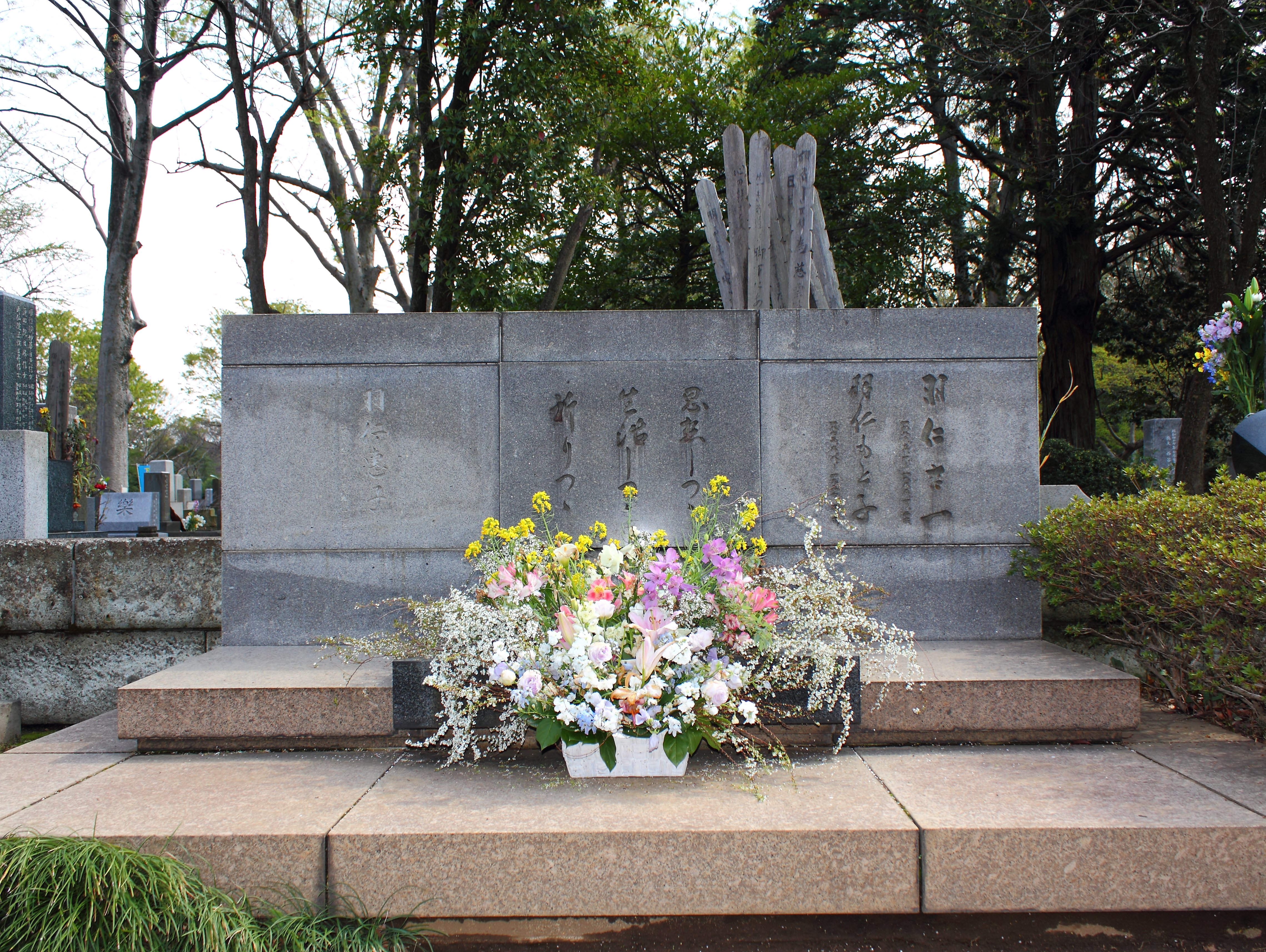
Familiengrab Friedhof Zōshigaya

Hani Motoko (japanisch 羽仁 もと子; geboren 8. September 1873 in Hachinohe (Präfektur Aomori); gestorben 7. April 1957 in Tokio) war eine frühe japanische Journalistin und Kämpferin in der Frauenbewegung.

## Leben und Wirken
Hani Motoko, geboren als Matsuoka Moto, machte 1891 in Tokio ihren Abschluss an einer Oberschule. Christlich getauft um 1890 absolvierte sie ein Studium an der „Meiji Girls’ School“ (明治女学校, Meiji jo-gakkō) in Tokio, wo sie von Iwamoto Yoshiharu beeinflusst wurde. Für eine Zeitlang war sie Lehrerin in ihrer Heimatstadt Aomori. Dann kehrte sie nach Tokio zurück, wo sie eine Anstellung bei dem Frauenarzt Yoshioka Yayoi fand. Mit seiner Unterstützung fand sie eine Anstellung bei der Zeitung Hōchi Shimbun (報知新聞社) und wurde so die erste Reporterin Japans. 1901 heiratete sie Hani Yoshikazu (羽仁 吉一; 1880–1955). 1903 startete das Paar gemeinsam die Zeitschrift Katei no Tomo (家庭之友, 1908 in Fujin no Tomos (婦人之友) umbenannt) und bemühte sich, die Menschen über die Rationalisierung des Familienlebens und Bildungsfragen im Sinne der „Aufklärung“, japanisch „Keimō“, zu unterrichten.
1921 gründete Hani die Privatschule „Jiyō Gakuen“ (自由学園), weil sie der Meinung war, dass es zum Anspruch vom Verlag „Fujin no Tomo sha“ gehöre, zur Verbesserung der Bildung tatsächlich eine Schule zu schaffen. In dieser Bildungseinrichtung, die außerhalb der Ministerialverordnung stand, wurde versucht, eine „lebendige“ alltagsnahe Erziehung zu entwickeln und zu praktizieren mit dem Ziel, „wirklich freie Menschen zu schaffen“.
Hanis Überlegungen, die auf die Vereinigung von Christentum und Liberalismus abzielten und mit denen sie sich aktiv für Modernisierung, Rationalisierung, Bildung und weibliche Lebensweise einsetzten, fand ihren Niederschlag in zahlreichen Büchern, die sie verfasste.